# (31179) Gongju
1997 YR2 (asteroide 31179) é um asteroide da cintura principal. Possui uma excentricidade de 0.19014940 e uma inclinação de 3.45425º.
Este asteroide foi descoberto no dia 21 de dezembro de 1997 por Naoto Sato em Chichibu.